# Зоя
Зо́я — женское  личное имя греческого происхождения; восходит к др.-греч. ζωή (на эолийском диалекте ζοΐα) — «жизнь», и вероятно, является переводом библейского имени Ева. Старая церковно-календарная форма имени — Зои́с.

## Христианский именослов
В христианском именослове имя Зоя соотносится с тремя святыми: Зоей Атталийской (Памфилийской), принявшей мученическую смерть вместе с мужем и детьми во времена императора Адриана (II век); мученицей Зоей Римской (III век); и преподобной Зоей Вифлеемской (см. Зоя и Фотиния), бывшей блудницей, обращённой к праведной жизни св. Мартинианом (V век).

## Частотность имени
В русском именослове имя Зоя относилось к числу редчайших. Исследования В. А. Никонова частотности русских женских имён в XVIII веке не выявили ни одной носительницы этого имени. Вплоть до рубежа XIX—XX веков оно не входило в число сколь-нибудь распространённых имён и использовалось преимущественно в монашеской среде. Интерес к имени в русском обществе резко возрос после Октябрьской революции. По сведениям, собранным А. Я. Шайкевичем по Москве, имя Зоя в 1920-е годы вошло в десятку самых популярных имён: в статистике частотности имён у новорождённых за период 1924—1932 годов имя числится на десятом месте (с частотностью 25 ‰, то есть 25 носителей на тысячу учтённых). Однако впоследствии популярность имени стала угасать: статистические сведения В. А. Никонова по регионам центральной России на 1961 год свидетельствуют, что частотность имени не превышала 8—10 ‰, причём пиковые значения отмечались исключительно в сельских районах; в городах частотность имени колебалась в пределах 1—3 ‰. Статистика за несколько десятилетий по Ленинграду, собранная А. В. Суперанской и А. В. Сусловой, также показывает, что имя пережило пик популярности в 1920-е — 1930-е годы, а впоследствии показывало угасающую динамику. По состоянию на конец 1980-х годов имя Зоя, согласно Суперанской и Сусловой, имело весьма ограниченную распространённость.

## Именины
- Православные именины (даты даны по григорианскому календарю)[3]: 26 февраля (преподобная), 15 мая, 31 декабря (мученицы).

## Народные приметы
- Если на Зоин день (то есть 15 мая) соловья услышишь раньше кукушки, то счастливо проведёшь всё лето.